# Tachograf

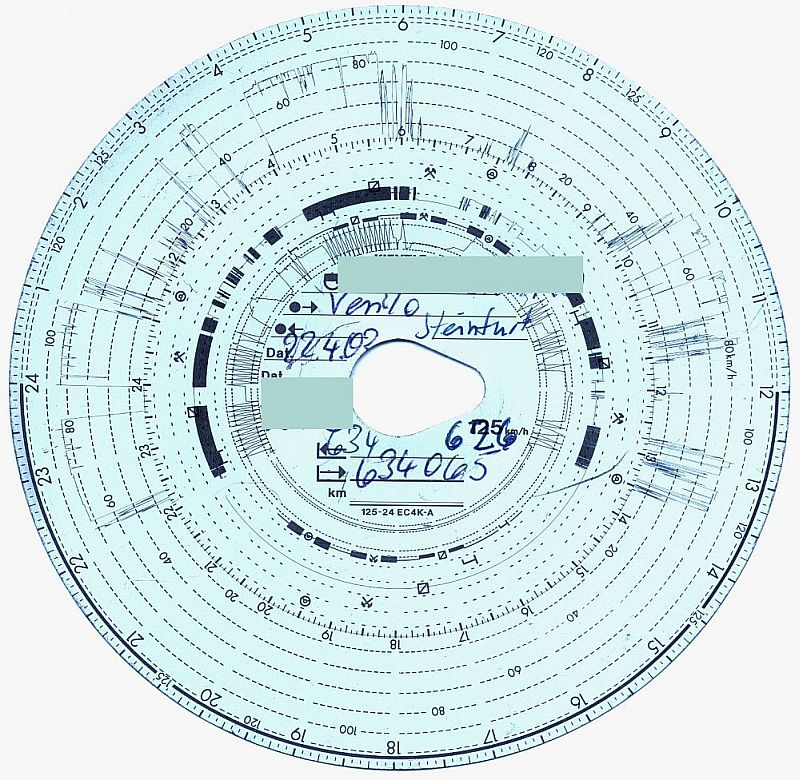
Záznamový papírový kotouček z tachografu

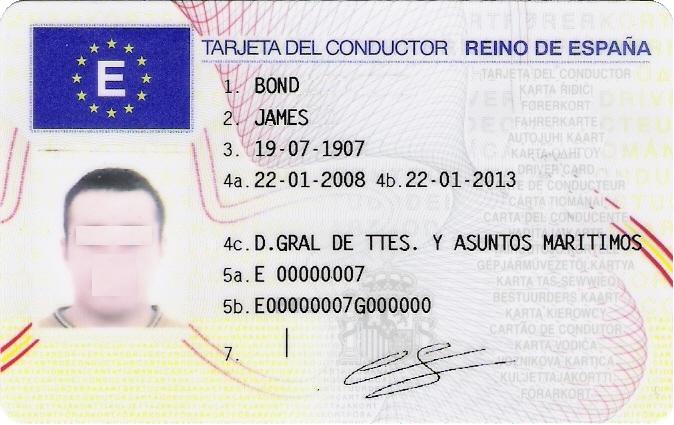
Španělská čipová karta řidiče

Tachograf je záznamové zařízení umožňující grafický záznam rychlosti dopravní nádoby, silničního nebo kolejového vozidla v závislosti na čase.

## Hornictví

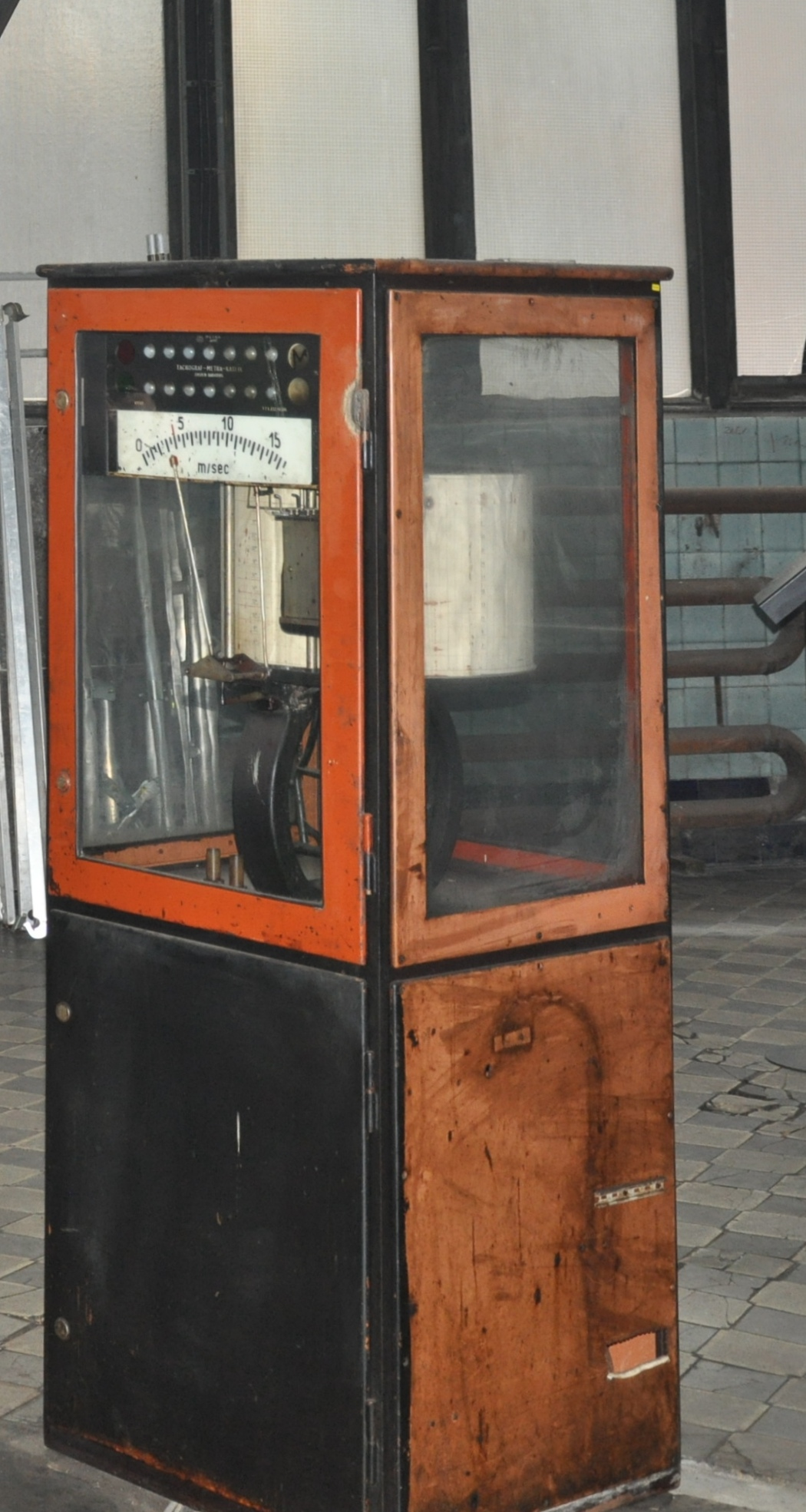
Karlíkův tachograf na Dole Michal v Ostravě-Michálkovicích

První tachograf v Rakousku byl sestrojen na dole Mayrau ve Vinařicích Ing. Janem Karlíkem a vrchním mechanikem Vojtěchem Šarochem na začátku 20. století. Patent Ing. Jana Karlíka se rozšířil do celého světa. Tachograf u těžního stroje zaznamenával rychlost těžních nádob v jámě a pomocí ručičky s perem ji zapisovala na otáčející se papírový válec. Prvním vylepšením bylo druhé zapisovací pero, které zaznamenávalo signály z nárazišť v dole a na povrchu. Systém tachografů se vyvíjel až do podoby řízení počítačovým systémem. V hornickém skanzenu Mayrau je vystaven Karlíkův tachograf z roku 1900.

## Silniční doprava
V silniční dopravě je využíván základně v nákladních automobilech a autobusech, kde zaznamenává graf rychlosti v závislosti na čase. Záznam je prováděn u mechanických a elektrických tachografů na papírové záznamové kotouče a u digitálních tachografů do paměti tachografu a na čipovou kartu řidiče. Záznamy slouží ke kontrole doby řízení posádky vozidla (kontrola dodržování úmluvy AETR) a ke zjištění rychlosti v případě nehody. Tachograf je povinně nainstalován do všech vozidel nad 3,5 tuny.

## Kolejová doprava
Tachograf, v železniční terminologii nazývaný registrační rychloměr, je využíván u lokomotiv a jiných hnacích vozidel používaných na železnici. Každé hnací drážní vozidlo, speciální hnací vozidlo s rychlostí vyšší než 40 km/h a každý řídicí vůz musí být vybaven registračním rychloměrem. Kromě mechanických tachografů existují i elektronické. Každé stanoviště strojvedoucího musí být vybaveno rychloměrem a alespoň jeden z nich musí u uvedených vozidel být registrační. V minulosti bývalo u jinak symetrických vozidel to stanoviště strojvedoucího, jehož rychloměr je registrační, konvenčně považováno za hlavní („přední“, „č. 1“, …); toto pojetí ustupuje po nástupu elektronických řídicích systémů, kde registrační rychloměr je v přístrojové skříni a na stanovištích jsou zobrazovače.
Tachograf nebo obdobné záznamové zařízení je rovněž standardní součástí vybavení tramvají. Do tramvají značky Tatra byly počínaje typem T3SU montovány tachografy se zaplombovanými výměnnými kotouči, které zaznamenávaly posledních několik set metrů jízdy (starší údaje byly zároveň přemazávány) a kromě rychlosti zaznamenávaly též například použití zvonce, brzd a směrových světel. V případě nehody byl kotouč odplombován a vyjmut a uložen k důkazním materiálům.
Novější tachografy určené pro tramvaje, autobusy i trolejbusy umožňují záznam pro posledních 500–1300 metrů, a to s využitím elektronické záznamové jednotky. Nejnovější dopravní prostředky vybavené palubním počítačem jsou schopny uchovávat záznam až několik týdnů.